# Windhaag bei Freistadt
Windhaag bei Freistadt là một đô thị ở huyện Freistadt bang Oberösterreich, nước Áo. Đô thị này có diện tích 42,9 km², dân số thời điểm ngày 31 tháng 12 năm 2005 là 1676 người.